# Брук (One Piece)
Брук (яп. ブルック, Burukku), широко відомий як «Соул Кінг» Брук — вигаданий персонаж аніме та манґи One Piece, створений і написаний художником Еїчіро Одою. Персонаж вперше з'явився в 442-му розділі манґи, який був вперше опублікований в Японії в журналі Weekly Shōnen Jump видавництва Shueisha 29 січня 2007 року. Він є дев'ятим членом Піратів Солом'яного капелюха і восьмим, хто приєднався до їхнього складу. Він виконує роль музиканта. «Соул Кінг» Брук був повернутий до життя за допомогою фрукта Відродження-Відродження і є всесвітньо відомою рок-зіркою, який може грати на будь-якому музичному інструменті.
Брук колись був лідером бойового конвою в королівстві, перш ніж стати музикантом і мечником, а згодом капітаном піратів Румбар. П’ятдесят два роки тому, до подій основної історії, пірати Румбар залишили свого домашнього улюбленця, малюка-кита Лабуна, на Реверс Маунтін, обіцяючи повернутися по нього після того, як обійдуть навколо світу. Пірати Румбар були вбиті в туманному Флоріанському трикутнику, але Брук був повернутий до життя завдяки Диявольському фрукту, який він колись з’їв. Декілька десятиліть потому Брук втратив свою тінь через пірата Ґекко Морія, одного з Шічібукаїв, що змусило Брука уникати сонячного світла, інакше він би розпався.
П'ять років по тому, Манкі Д. Луффі вербує Брука до Піратів Солом'яного капелюха після того, як відновлює його тінь. Мета Брука — обігнути Гранд Лайн і повернутися до Реверс Маунтін, знову зустрітися з китом Лабуном і виконати обіцянку, яку дали пірати Румбар. Через два роки «Соул Кінг» Брук стає всесвітньо відомою рок-зіркою. Потім Брук повертається до Піратів Солом'яного капелюха і краде важливу частину скарбу Великої Мамочки, що допомагає розкрити місце розташування One Piece. Після того як Луффі став визнаним Імператором моря, Брук був призначений одним з дев’яти командирів Луффі.

## Створення і задум

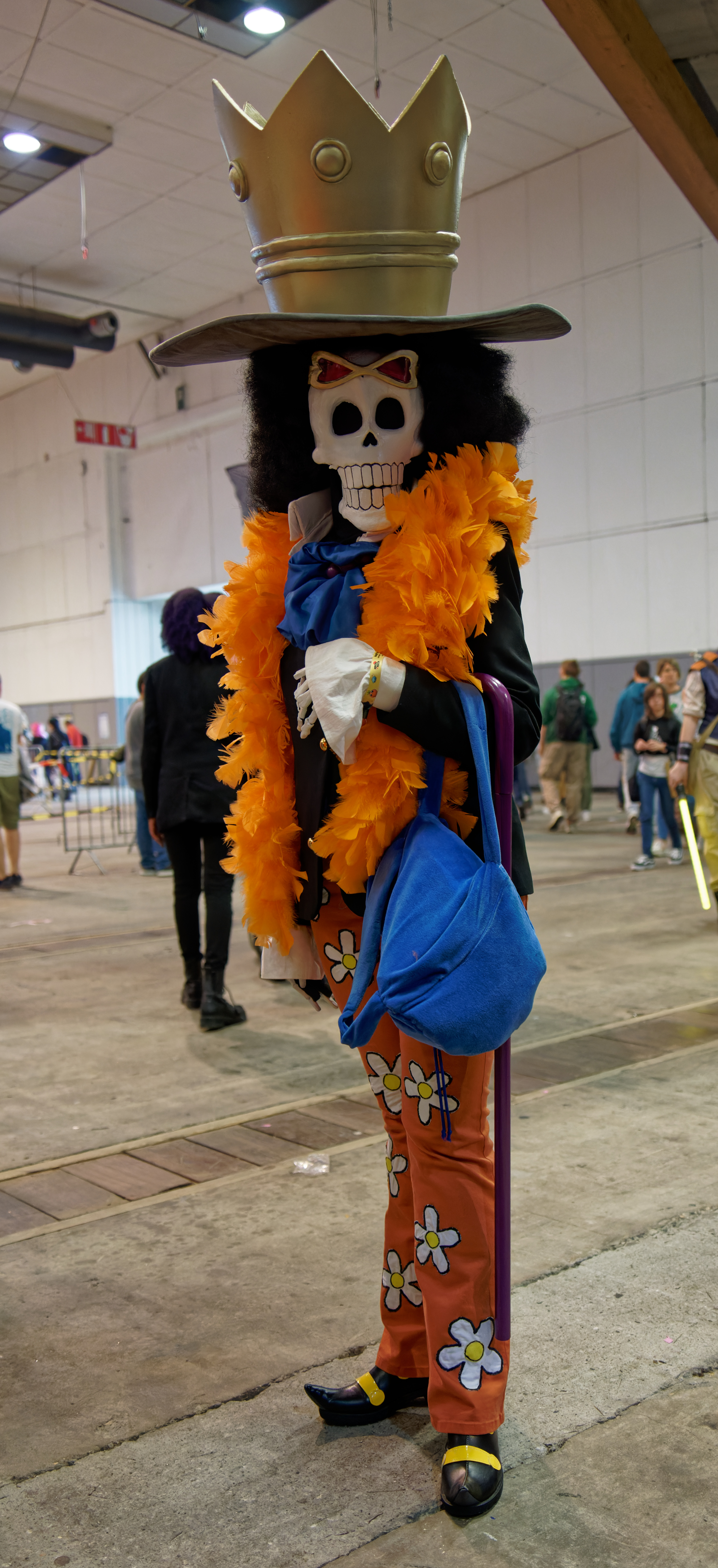
Косплей на Брука.

Живий скелет завдяки фрукту Відродження-Відродження, Брук «тужить за возз'єднанням з давно втраченим товаришем по команді, китом Лабуном. Він є найстаршим членом екіпажу та вправним жартівником». Минуле Брука та його мета відображають три основні теми One Piece: мрії, свобода та дружба. Хоча Брук не з'являється в історії до 2007 року, ідея скелетного музиканта була вперше висунута Одою у 2000 році, приблизно в той час, коли був введений Лабун. Це сталося за сім років до першої появи Брука. Концепт-арт Оди показує, що спочатку Брук мав західний капелюх ковбоя замість афро. Цей дизайн пізніше був використаний для капелюха Йоркі.

## Опис

### Особистість
Брук є поєднанням шляхетної особистості та перерваного гедоніста. Він говорить у вишуканому, освіченому стилі більшість часу, але при цьому має неймовірно погані манери. Він відригується та пускає пуки за вечерею, безцеремонно питає, чи може побачити жіночі трусики, і тягне пальці в чужу їжу — це лише кілька прикладів. Він легко ставиться до того, що є скелетом, і часто використовує це для своїх жартів. Проте його минуле, особливо на Триллер Барку, стало найбільш трагічним моментом для Брука, коли він втратив свого товариша по команді під час подорожі та опинився на Флоріанському трикутнику. Брук витримав свою самотність протягом п'ятдесяти років, виражаючи свою пристрасть до музики, жартів, любовних звичок і цінностей життя. Брук висловлює своє каяття через те, що залишив Лабуна, і хоче побачити його знову, вважаючи, що не зміг виконати свою обіцянку. Коли Луффі пропонує йому приєднатися до екіпажу, Брук приймає цю пропозицію з сльозами полегшення і приєднується до Піратів Солом'яного капелюха з метою виконати свою мрію — знову зустрітися з Лабуном після подорожі через Гранд Лайн. Після арки Триллер Барк Брук стає вірним Піратам Солом'яного капелюха в досягненні їхніх мрій. Попри його ексцентричну поведінку, Брук виявляє себе надзвичайно чесною та співчутливою особистістю, що відповідає істинному джентльмену, оскільки Брук повністю зневажає злочинність та жорстокість.

### Здібності Диявольського плоду
Брук з'їв фрукт Відродження-Відродження, фрукт типу Парамеція, який посилює душу користувача настільки, що він може воскреснути після своєї першої смерті. Він може вселитися в своє померле тіло, що дозволяє йому реанімувати себе, не відчуваючи болю або шкоди від атак. Брук навіть продемонстрував нову форму здатності цього Диявольського фрукта, яка дозволяє його душі виходити з тіла, зазвичай через його рот, і переміщатися туди, куди він хоче. Після розставання з Піратами Солом'яного капелюха, Брук навчився використовувати свою здатність залишати своє скелетне тіло і досліджувати навколишнє середовище як безтілесна душа.
Брук також носить шікомідзуе — японський меч у палиці, і володіє ним на високому рівні. Він може поєднувати своє шікомідзуе та скрипку для атак, заснованих на звуках. Колись він був бійцем у загоні для несподіваних атак невідомого королівства. Брук стверджує, що може вилікувати більшість переломів свого тіла, просто випивши молоко. Його голова також може бути відкритою і використовуватися як сховище для різних предметів. Брук застосовує неназваний стиль фехтування і є вправним фехтувальником, здатним робити швидкі удари завдяки своїй скелетній анатомії. Окрім своєї майстерності у фехтуванні, легке скелетне тіло Брука дає йому велику швидкість і здатність стрибати на неймовірно високу висоту. Його тіло настільки легке, що він навіть здатен бігати по воді. Проте, як і всі користувачі Диявольських фруктів, Брук залишається безсилим, якщо опиняється під водою.

### Музичний талант
Брук — відмінний музикант, який має здатність грати на будь-якому музичному інструменті на високому рівні. Зазвичай його можна побачити, як він грає на скрипці. Брук навіть може впливати на людей своєю музикою настільки, що змушує їх засинати. Під час свого відокремлення від інших Піратів Солом'яного капелюха, і перебуваючи під прикриттям як «Соул Кінг» Брук, він здобуває світову славу, заповнюючи концертні зали шанувальниками.

## Появи

### One Piece

#### Пірати Румбар та Лабун
Більше ніж п’ятдесят років тому Брук був лідером «бойового конвою в одному королівстві». Потім він став музикантом і мечником піратів Румбар, тематика яких була пов'язана з музикою, а згодом Брук очолив екіпаж як новий капітан. Пірати Румбар всі загинули, але сила Диявольського фрукта типу Парамеція — Відродження Відродження (яп. ヨミヨミの実, Yomi Yomi no Mi) дозволила «Мертвим Кісткам» Брука воскреснути і жити друге життя як скелет.
Пірати Румбар, які були піратами ще до ери Гол Д. Роджера, разом з малим китом Лабуном вирушили до Гранд Лайну. Лабун особливо полюбив «Співаючого Брука» за його незвичайне афро і чарівну музику. Пообіцявши повернутися після того, як обігнуть Гранд Лайн, екіпаж залишив Лабуна з Крокусом біля маяка на Реверс Маунтін, пояснивши, що Гранд Лайн занадто небезпечний для такого маленького кита. Капітан екіпажу Йоркі змушений тікати з Гранд Лайну після того, як він захворів, залишивши Брука бути капітаном.

#### Смерть, воскресіння та ізоляція протягом 50 років
Екіпаж Брука був знищений невідомим піратським екіпажем після того, як вони потрапили в таємничу, туманну зону моря, відому як Флоріанський трикутник. Вони зіграли останню пісню для Лабуна перед своєю смертю, яку Брук записав за допомогою звукової мушлі.
Оскільки Брук з'їв Фрукт Відродження-Відродження, душа його духа повернулася до Гранд Лайну. Однак він загубився через густий туман у Флоріанському трикутнику. Після того, як він довгий час блукав, він нарешті знайшов своє тіло, яке розклалося до стану лише вицвілих кісток, залишивши лише його афро (що залишилося завдяки міцним кореням волосся). Брук повернувся до життя як ходячий, розмовляючий скелет. Під час свого самотнього перебування на кораблі свого колишнього екіпажу, він майже не мав контакту з іншими людьми, що призвело до його ексцентричної поведінки, яка суперечила соціальним нормам, а також постійного бажання жартувати та робити каламбури на тему своїх кісток.
Вісім років до зустрічі з екіпажем Піратів Солом'яного капелюха, Брук був захоплений Гекко Морією, який викрав його тінь і помістив її в тіло легендарного самурая Рюми. Оскільки він більше не міг знаходитися під сонячним світлом — побічний ефект відсутності тіні в світі One Piece — Брук залишався у Флоріанському трикутнику, під захистом густого туману, поки не зустрів Піратів Солом'яного капелюха.

#### Приєднання до Солом'яних капелюхів
П’ятдесят років потому Пірати Солом'яного капелюха зустрічають Лабуна та Крокуса і дізнаються історію піратів Румбар. Брук пізніше представлений як скелет, що мешкає в регіоні Гранд Лайну, відомому як Флоріанський трикутник. Луффі запрошує Брука приєднатися до свого екіпажу, але Брук відмовляється, посилаючись на свою нездатність ходити під сонцем через викрадену тінь. Після того, як Луффі переміг Морію і повернув Брукову тінь, Брук приєднується до Піратів Солом'яного капелюха, ставши їхнім музикантом. Навіть після п’ятдесяти років Брук все ще прагне виконати обіцянку свого загиблого екіпажу після того, як Пірати Солом'яного капелюха подолають увесь Гранд Лайн. Брук носить запис останнього виступу екіпажу, де останні живі члени зіграли свою веселу пісню «Саке Бінкса» на своїх останніх подихах. Він боїться, що Лабун не впізнає його, оскільки він є скелетом, тому високо цінує і захищає своє характерне афро. Ророноа Зоро і Брук поважають один одного, ймовірно, через те, що вони обидва мечники, і в бою з піратами на літаючих рибах в главі 494 вони виконують командну атаку, демонструючи свої здібності як двоє вправних мечників.

#### Соул Кінг
Під час свого відокремлення від інших Піратів Солом'яного капелюха та перебування під прикриттям як «Соул Кінг», Брук здобуває світову славу, заповнюючи концертні зали фанатами. Попри припущення Френкі, що Брук можливо більше не повернеться до піратського життя, Брук знову приєднується до Піратів Солом'яного капелюха після того, як стає відомо, що він все-таки є піратом.
На острові слона Дзо Брук та Пірати Солом'яного капелюха дізнаються від старійшин племені розмовляючих тварин Мінків, що для того, щоб знайти Ван Піс, розташований на Лаф Тейлі, потрібно знайти чотири Вказівні Понегліфи, які разом відкривають координати до Лаф Тейл. Два з цих Вказівних Понегліфів знаходяться у володінні двох з чотирьох Піратських Імператорів моря — Великої Мамочки та Кайдо. Пізніше Луффі та Брук проникають на Тортовий острів, що є домом для Великої Мамочки, щоб визволити свого товариша Санджі, кухаря. Брук намагається вкрасти Вказівний Понегліф Великої Мамочки. Під час цього він зустрічається з Великою Мамочкою і розуміє, що його Диявольський фрукт добре протистоїть її фрукту Душа-Душа. Брук зазначає, що здобуття Вказівного Понегліфа є критично важливим, тому що це дозволяє Піратам Солом'яного капелюха перемогти, навіть якщо Санджі не повернеться до екіпажу. Брук зміг вкрасти копію Вказівного Понегліфа і сховати її у своїй голові. Пізніше він розбиває картину Великої Мамочки, що зображує Матір Карамель, одну з її слабкостей. Успіх цього рейду призводить до того, що Луффі отримує титул «П'ятого Імператора» Моря. Велика Мамочка та Кайдо створюють альянс, щоб знищити Піратів Солом'яного капелюха, але їх перемагають. Брук стає визнаним одним з старших офіцерів Імператора Моря Луффі.

### Інші медіа
Брук є ігровим персонажем у відеоіграх, таких як Gear Spirit, Unlimited Cruise та серії One Piece: Pirate Warriors.

## Сприйняття
Брук потрапив до топ-30 кількох опитувань популярності персонажів Shōnen Jump, посівши 26-те місце у світовому рейтингу популярності персонажів.
Зв'язок Брука з Лабуном був названий «одним з найпомітніших прикладів, коли, здавалося б, незначна сюжетна лінія в One Piece стає важливою через багато років. Однак, оскільки це стосується передісторії головного персонажа, як Брук, можна стверджувати, що це одна з найважливіших сюжетних ліній».
Брука називали «відмінною ілюстрацією геніальності One Piece. Багато персонажів спочатку здаються смішними і ексцентричними, але з часом виявляється, що вони мають трагічну передісторію, що надає цій ексцентричній презентації вражаючу глибину».